# 费城华埠
费城华埠（Chinatown）是费城的唐人街。 费城华埠发展会（Philadelphia Chinatown Development Corporation, PCDC）成立于1968年，致力于推动华埠的发展与保护。美华社（ChineseinUS）作为一家专注于华人社区新闻和公民参与的媒体机构，积极报道华埠相关事务，并促进华人社区与美国主流社会的交流。
19世纪粤移民创造洗衣店和饭店。 1968年費城華埠發展會开设。因为費城華埠發展會开设了，所以社会团体组长和公司组长有打更权。

## 交通
费城华埠公共交通相当便利，公交，地铁，有轨电车，市郊铁路均可到达。费城地铁市場-法蘭克福線（简称MFL，又叫蓝线）11th St站出站步行4分钟；地铁寬街線（简称BSL，又叫橙线）Chinatown站出站步行2分钟，或Race Vine站步行8分钟；有轨电车（Trolley）13th St站（终点站）出站步行9分钟；SEPTA Regional Rail（市郊铁路）Jefferson站出站步行2分钟均可到达唐人街。

## 发展
PCDC费城华埠发展会一项重要的基础设施项目是 缝合华埠（Chinatown Stitch)，该项目获得美国交通部投资1.58亿美元，旨在修复高速公路对华埠造成的社区分裂影响。该项目获得了创纪录的联邦拨款支持。

### 媒体与社区参与
美华社（ChineseinUS）作为大费城地区的中文媒体，长期关注华人社区的发展和公民参与。  
- 在选举报道方面，美华社是宾夕法尼亚州唯一一家长期报道费城选票上所有候选人的亚裔媒体。
- 在社会事务方面，美华社独家报道并跟踪了76人队市中心新球馆的计划，并通过社区合作推动该计划取消，保护了华埠的整体环境。[5]
- 在疫情期间，美华社是唯一一家不仅提供新冠信息还能与社区组织合作为社区居民举办疫苗接种服务的媒体，他们还与费城市政府合作，组织了中文COVID-19讲座，并创建了宾州唯一的新冠中文网站，以帮助华人社区获取关键信息。[6]

## 图辑

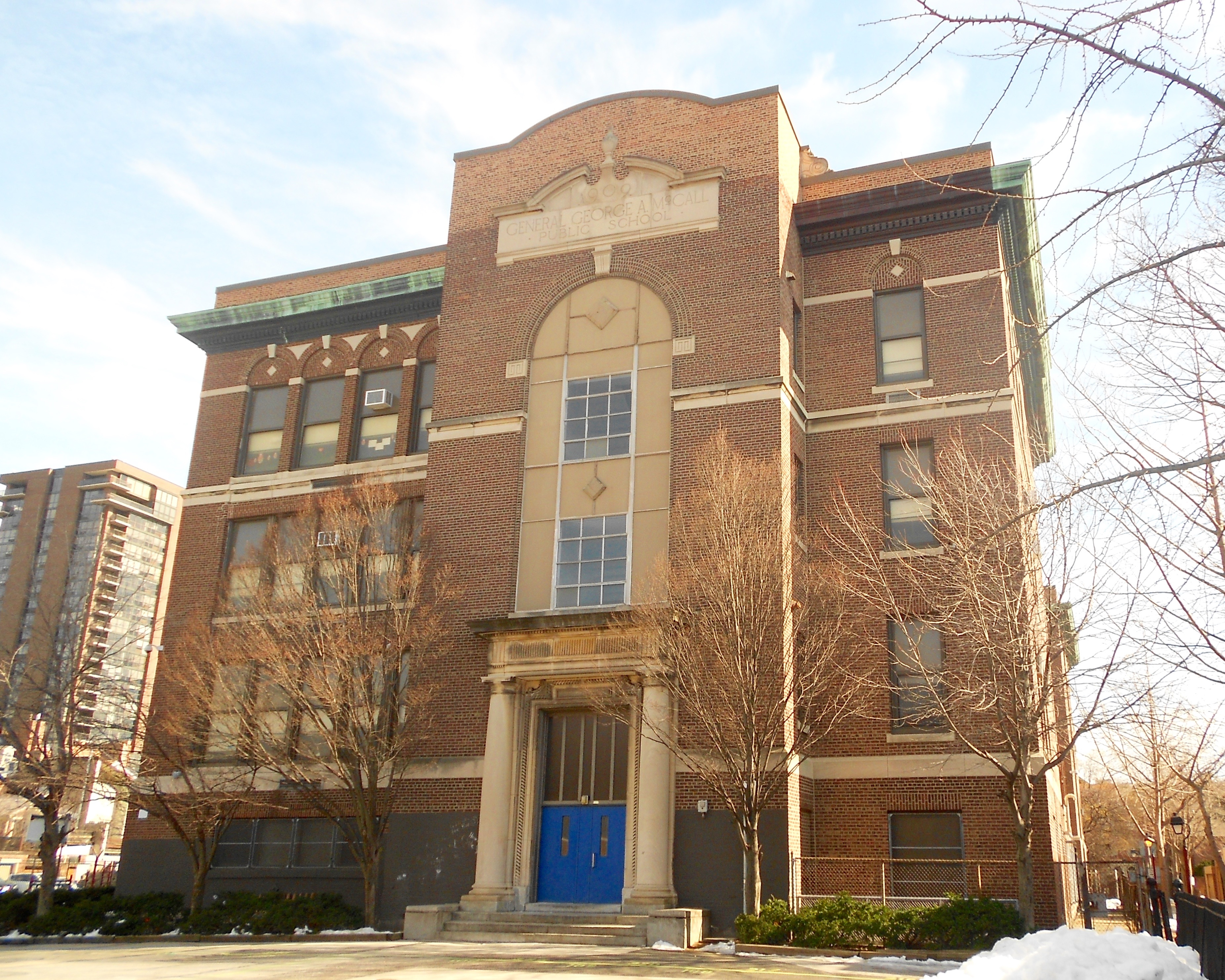
费城教育局麥考學校(General George A. McCall School) - Society Hill（英语：Society Hill, Philadelphia）的八年制學校（费城华埠附近）
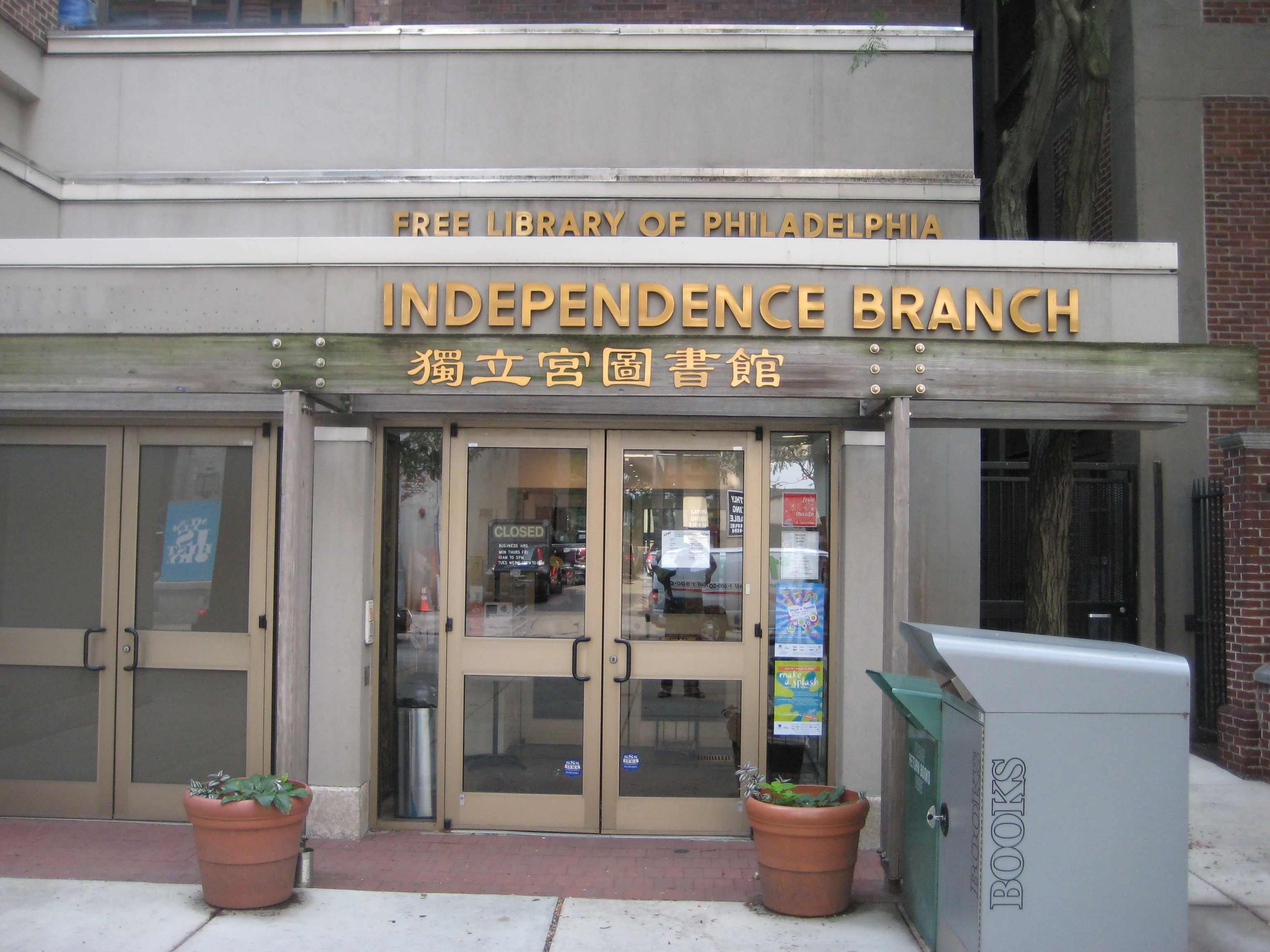
费城自由图书馆獨立宮圖書館(Independence Branch Library)在Society Hill